# Лампореккьо
Лампореккьо (итал. Lamporecchio) — коммуна в Италии, располагается в регионе Тоскана, в провинции Пистоя.
Население составляет 7 449 человек (31-5-2019), плотность населения составляет 334,79 чел./км². Занимает площадь 22,25 км². Почтовый индекс — 51035. Телефонный код — 0573.
Покровителем коммуны почитается святой Стефан, празднование 26 декабря.

## Демография
Динамика населения:

## Администрация коммуны
- Официальный сайт: http://www.comune.lamporecchio.pt.it/

## Примечание
1. ↑  Statistiche demografiche ISTAT. demo.istat.it. Дата обращения: 2 декабря 2019. Архивировано из оригинала 24 июля 2019 года.